# 高野莓
高野莓（日语：高野苺，1986年1月11日—）
，日本漫畫家。

## 經歷
長野縣出身。2002年作品〈START〉刊登在《別冊瑪格麗特》而出道。
作品《orange橘色奇蹟》於2015年上映真人版電影、並獲得全國書店店員推薦漫畫第5名，2016年改編的動畫公開播送。